# Torneo Interbritannico 1932
Il Torneo Interbritannico 1932 fu la quarantaquattresima edizione del torneo di calcio conteso tra le Home Nations dell'arcipelago britannico. Il torneo fu vinto dall'Inghilterra.

## Risultati
| Data              | Luogo     | Squadra 1   | Risultato | Squadra 2   |
| ----------------- | --------- | ----------- | --------- | ----------- |
| 19 settembre 1931 | Glasgow   | Scozia      | 3 - 1     | Irlanda     |
| 17 ottobre 1931   | Belfast   | Irlanda     | 2 - 6     | Inghilterra |
| 31 ottobre 1931   | Wrexham   | Galles      | 2 - 3     | Scozia      |
| 18 novembre 1931  | Liverpool | Inghilterra | 3 - 1     | Galles      |
| 5 dicembre 1931   | Belfast   | Irlanda     | 4 - 0     | Galles      |
| 9 aprile 1932     | Londra    | Inghilterra | 3 - 0     | Scozia      |

## Classifica
| Pos | Squadra     | Pti | G | V | N | P | GF | GS |
| --- | ----------- | --- | - | - | - | - | -- | -- |
| 1   | Inghilterra | 6   | 3 | 3 | 0 | 0 | 12 | 3  |
| 2   | Scozia      | 4   | 3 | 2 | 0 | 1 | 6  | 6  |
| 3   | Irlanda     | 2   | 3 | 1 | 0 | 2 | 7  | 9  |
| 4   | Galles      | 0   | 3 | 0 | 0 | 3 | 3  | 10 |